# Газијабад
Газијабад је град у Индији у држави Утар Прадеш. Према незваничним резултатима пописа 2011. у граду је живело 1.636.068 становника.

## Становништво
Према незваничним резултатима пописа, у граду је 2011. живело 1.636.068 становника.
| 1991.   | 2001.   | 2011.     |
| ------- | ------- | --------- |
| 542.992 | 968.256 | 1.636.068 |